# Đỗ Đức Tuệ
Đỗ Đức Tuệ (nguyên quán Hiệp Hòa, Vũ Thư, Thái Bình) là một sĩ quan cấp cao trong Quân đội nhân dân Việt Nam, hàm Trung tướng, Chính ủy Tổng cục Hậu cần.

## Thân thế và sự nghiệp
Trở về từ Mặt trận Trị Thiên Huế năm 1972, Thành cổ Quảng Trị 1972, ông tiếp tục theo học và tốt nghiệp khoa Ngữ Văn Trường Đại học Tổng hợp Hà Nội trước khi chuyển sang đào tạo chính quy trong quân đội.
Năm 2000, bổ nhiệm giữ chức Phó Cục trưởng Cục tổ chức - Tổng cục chính trị Quân đội nhân dân Việt Nam
Năm 2005, bổ nhiệm giữ chức Chính ủy, Phó Tư lệnh Quân đoàn 1
Năm 2007, bổ nhiệm giữ chức Phó Chính ủy Tổng cục Hậu cần
Năm 2008, bổ nhiệm giữ chức Chính ủy Tổng cục Hậu cần
Thiếu tướng (2006), Trung tướng (2011).